# Karl Georg Winkelblech
Karl Georg Winkelblech, född 11 april 1810 i Ensheim vid Mainz, död 10 januari 1865 i Kassel, var en tysk nationalekonom och socialteoretiker.
Winkelblech var professor vid en teknisk högre läroanstalt i Kassel från 1839. I betraktande av skråväsendets förfall och industriarbetarnas utarmning fann han de tekniska problemen alltför ensidigt uppmärksammade på bekostnad av de samhällsorganisatoriska, vilka han från 1843 började ägna djupgående studium och snart även omfångsrikt författarskap under pseudonymen Karl Marlo, under vilken han publicerade sitt stora verk Untersuchungen über die Organisation der Arbeit oder System der Weltökonomie (I:1, 1848, I:2, 1853, II, 1857, III, ofullständig, 1859; ny upplaga 1884–86 och 1898).
Del I innehåller en historisk-kritisk inledning i ekonomin, del II en systematisk framställning av ekonomins element och del III utkastet till "arbetsorganisation".  Albert Schäffle betecknade i "Kapitalismus und Socialismus" (1870) verket som ignorerat trots dess "djupa vetenskapliga allvar, omfattande lärdom, nykterhet och självständighet gentemot både kommunistisk-socialistisk och liberal charlatanism".
Fattigdomens upphörande förutsatte enligt Winkelblech en måttfullare folkökning, som kunde garanteras genom ålders- och förmögenhetsbetingelser för rätt att stifta äktenskap. Jorden och jordbruket borde kollektiviseras, handeln och kommunikationerna förstatligas och industrin organiseras i federativa produktivorganisationer under yrkesrepresentationer och på grundvalen av fri yrkesskolundervisning.
Ett dylikt kollektivistiskt samhällsekonomiskt system skulle tillförsäkra envar rätten till arbete och till arbetets fulla avkastning, möjliggöra genomförd socialförsäkring och arbetstidens begränsning samt rättvis beskattning med progressiva inkomst- och förmögenhetsskatter, men omöjliggöra alla privatmonopol och på sådana grundade arbetsfria inkomster.
Den tyska socialdemokratin ställde sig alldeles oförstående till en dylik "bornerat småborgerlig" socialism, vars lärda grundlighet utlänningar i arbeten över nationalekonomins och socialismens historia däremot funnit karakteristisk för författarens nationalitet.